# Communauté de communes de la Vallée de l’Hien
Die Communauté de communes de la Vallée de l’Hien ist ein ehemaliger französischer Gemeindeverband mit Rechtsform einer Communauté de communes im Département Isère, dessen Verwaltungssitz sich in dem Ort Saint-Victor-de-Cessieu befand. Das Gebiet der Mitgliedsgemeinden erstreckte sich südlich der Unterpräfektur La Tour-du-Pin im Tal des Hien, einem kleinen Zufluss der Bourbre. Der Ende 1999 gegründete Gemeindeverband bestand  aus acht Gemeinden auf einer Fläche von 78,8 km2.

## Aufgaben
Zu den vorgeschriebenen Kompetenzen gehörten die Entwicklung und Förderung wirtschaftlicher Aktivitäten und des Tourismus sowie die Raumplanung auf Basis eines übergeordneten Rahmenplans (Schéma de Cohérence Territoriale Nord-Isère). Der Gemeindeverband betrieb die Straßenmeisterei sowie die Müllabfuhr und -entsorgung.

## Historische Entwicklung
Mit Wirkung vom 1. Januar 2017 fusionierte der Gemeindeverband mit  
- Communauté de communes Les Vallons du Guiers,
- Communauté de communes Bourbre-Tisserands und
- Communauté de communes Les Vallons de la Tour

und bildete so die Nachfolgeorganisation Communauté de communes Les Vals du Dauphiné.

## Ehemalige Mitgliedsgemeinden
Folgende acht Gemeinden gehörten der Communauté de communes de la Vallée de l’Hien an:
| Gemeinde                | Einwohner 1. Januar 2022 | Fläche km² | Dichte Einw./km² | Code INSEE | Postleitzahl |
| ----------------------- | ------------------------ | ---------- | ---------------- | ---------- | ------------ |
| Belmont                 | 624                      | 6,5        | 96               | 38038      | 38690        |
| Biol                    | 1.536                    | 15,5       | 99               | 38044      | 38690        |
| Doissin                 | 879                      | 8,4        | 105              | 38147      | 38730        |
| Montagnieu              | 1.171                    | 8,8        | 133              | 38246      | 38110        |
| Montrevel               | 447                      | 9,4        | 48               | 38257      | 38690        |
| Sainte-Blandine         | 1.020                    | 9,2        | 111              | 38369      | 38110        |
| Saint-Victor-de-Cessieu | 2.170                    | 12,2       | 178              | 38464      | 38110        |
| Torchefelon             | 823                      | 8,7        | 95               | 38508      | 38690        |